# Micrasema onisca
Micrasema onisca är en nattsländeart som beskrevs av Ross 1947. Micrasema onisca ingår i släktet Micrasema och familjen bäcknattsländor. Inga underarter finns listade i Catalogue of Life.